# Lajka
För andra betydelser, se Laika.

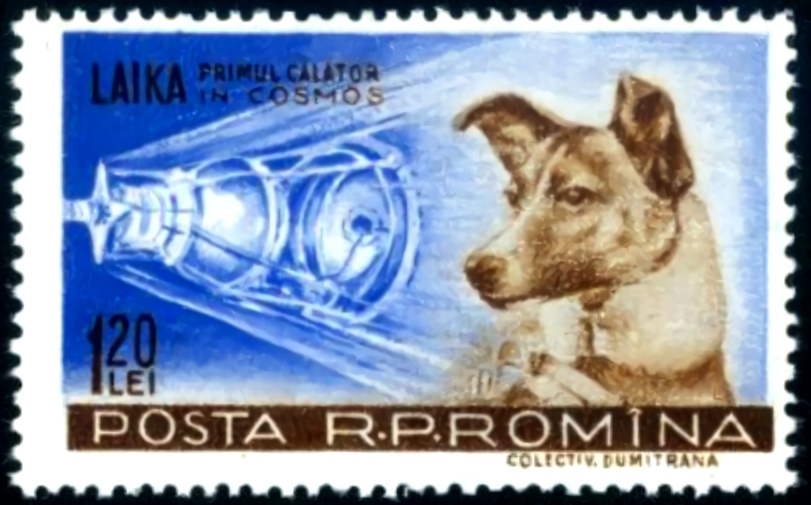
"Lajka, första resenären i Kosmos." Lajka avbildad på ett rumänskt frimärke från 1959.

Lajka (ryska: Лайка, 'skällaren') var en sovjetisk hund. Hon blev den 3 november 1957, med uppskjutningen av Sputnik 2, ett av de första försöksdjuren inom rymdfarten, och den första levande varelsen att sändas upp i omloppsbana.

## Bakgrund
Både Sovjetunionen och USA hade tidigare genomfört ett flertal djurförsök vid raketuppskjutningar, främst på apor.
Lajka var en cirka sex kilogram tung och cirka tre år gammal blandrastik som hade hittats på gatan i Moskva; hon blev tilldelad namnet trots att hon troligen inte härstammade från någon ras av lajkaraserna, men just hon valdes eftersom man ansåg att en hund från gatan i Moskva skulle vara extra tålig för den kyla och svält hon skulle utsättas för i rymden. I början kallades Lajka för Kudrjavka (’Lilla krullet’); hon omnämndes även med smeknamnen Zjutjka (’Lilla skalbaggen’) och Limontjik (’Lilla citronen’). Även namnet Damka användes i den svenska pressen. Den amerikanska pressen kallade Lajka för Muttnik, ett teleskopord uppbyggt av mutt, ’blandras’, och Sputnik. Före avfärden hade hon blivit tränad att sitta i små burar och trånga utrymmen.

## Rymdfärden
Uppskjutningen var en del av Sovjetunionens sputnikprogram. Farkosten var inte byggd för att ta passageraren levande tillbaka till jorden, och Lajka dog i kapseln. Uppgifter har spridits om att Lajka skulle ha avlivats genom förgiftning eller dött till följd av syrebrist. År 2002 avslöjades det att Lajka hade dött redan 5–7 timmar efter uppskjutningen till följd av överhettning, sannolikt av värmeslag, eftersom man inte hade hunnit utveckla tillförlitlig temperaturreglering.
Sonden fortsatte dock i omloppsbana och rundade jorden över 2 500 gånger, innan den återinträdde i atmosfären efter 162 dygn och brann upp 14 april 1958.

## Källhänvisningar
1. 1 2 3  "Lajka". NE.se. Läst 17 juni 2014.
2. ↑  Astrowebb, rymdnyheter på svenska. Läst 2012-04-03
3. ↑  Malashenkov, D. C. (2002). ”Abstract:Some Unknown Pages of the Living Organisms' First Orbital Flight”. IAF abstracts (Astrophysics Data System):  sid. 288.